# Brunon Miałkas
Brunon Miałkas (ur. 2 października 1906 w Dusznikach, zm. 1 marca 1968 w Puszczykowie) – polski lekkoatleta długodystansowiec, trzykrotny mistrz Polski.

## Życiorys
Był mistrzem Polski w biegu na 10 000 m w 1930, 1931 i 1932, wicemistrzem w biegu na 5000 m w 1930 i w biegu przełajowym na 8 km w 1932. Zajął 2. miejsce w Biegu Kuriera Poznańskiego w 1932.
W 1931 dwukrotnie startował w meczach reprezentacji Polski, oba razy zajmując 4. miejsce.
Rekordy życiowe Miałkasa:
- bieg na 5000 m – 15:59,0 (28 września 1930, Poznań)
- bieg na 10 000 m – 33:21,0 (25 czerwca 1932, Warszawa)

Był zawodnikiem Sokoła Junikowo (1922-1925), Sokoła Poznań (1926-1930)) i Warty Poznań (1930-1932).
Ukończył Gimnazjum Handlowe w Poznaniu. Podjął studia na Akademii Handlowej w Poznaniu, ale ich nie ukończył wskutek wybuchu II wojny światowej. W czasie okupacji przebywał w Generalnym Gubernatorstwie. Od 1945 mieszkał w Szczecinie, a od 1958 w Poznaniu. Pracował jako kierownik budowy w przedsiębiorstwach budowlanych.